# Zombo.com
Zombo.com (auch Zombocom, ZomboCom oder nur Zombo) ist eine Single-Serving-Website, die 1998 ins Leben gerufen wurde, als Flash-Animation eine neue Technologie war. Ursprünglich als Spaßwebsite der Fakultät und Studentenschaft des George Washington University Center for Professional Development entwickelt, parodiert sie Flash-Einführungswebseiten, die angezeigt wurden, während der restliche Seiteninhalt lädt und damals weit verbreitet waren.
Zombo.com treibt dieses Konzept in die (humorvolle) Extreme, denn die Website besteht nur aus einer langen Anfangsseite, die das Logo und einen blinkenden animierten Ladekreis zeigt und dann zu dem Text "Sign Up For The NewZLetter" (deutsch: Trag dich in den NewZLetter ein) führte. Währenddessen läuft im Hintergrund Musik und eine männliche Stimme spricht die bekannte Zombo.com-Begrüßungsnachricht. Nach dem Support-Ende von Adobe Flash wurde die Seite auf HTML5-Technik umgestellt. Der Link zum NewZLetter entfällt, die Animation fängt endlos von vorne an.

## Inhalt
Zombo.com besteht aus einer weißen Seite, auf der man nur den farbenfrohen Schriftzug und eine Animation von sieben farbigen, pulsierenden Kreisen sieht. Der Audioclip dauert 105 Sekunden, darin heißt der Sprecher den Besucher mit steigendem Enthusiasmus zwölfmal willkommen auf Zombocom. Danach bestand die Option, sich für einen "NewZLetter" einzutragen. Dies kann als Weiterführung des Witzes gesehen werden, denn ein Klick führte einen zu https://www.zombo.com/join1.htm, wo dem Besucher mitgeteilt wird, dass diese Option nicht funktioniert und für seine Geduld gedankt wird. Dies geschieht in der gleichen humoristischen Schreibweise wie "NewZLetter" (ThankZ for your patience). Das HTML-Markup der Website enthielt auch den Kommentar: “Please Visit https://www.15footstick.com our other website ThankZ” (deutsch: „Bitte besuche https://www.15footstick.com, unsere andere Website, Danke“), der zu einer alten Parodieseite führt. Die HTML-5-Version enthält weder die Information zum Newsletter noch den HTML-Kommentar.

## Popularität
Videospielproduzent Bill Roper, Matthew Inman (Gründer von The Oatmeal) und Schlagzeuger Dave Rowntree gaben Zombo.com jeweils als Lieblingswebsite an, Rowntree sagte dazu: "Ich denke, zombo.com umschreibt das Netz. Es verspricht dir die ganze Welt und liefert ein bisschen Animation mit einem kratzigen Soundtrack." Webanimator Joel Veitch wählte Zombo.com 2003 als die nutzloseste Website, denn "sie tut nichts, außer dir zu erzählen, wie wundervoll sie ist." Dasselbe tat Ian McClelland, aktuell Managing Director des australischen Guardian in derselben Kolumne zwei Jahre zuvor mit den Worten "vollkommen nutzlos, absolut brillant". Mark Sullivan von PC-Welt listete Zombo.com unter die zehn nutzlosesten Websites, mit der Begründung "Tja, tatsächlich passiert überhaupt nichts bei zombo.com." Samela Harris vom Advertiser nennt Zombo.com "die einladendste Website im Internet" und Daryl Lim von Digital Life nennt Zombo.com "den ultimativen Zeitverschwender." The Australian schreibt, "Zombo.com hat nur einen einzigen Witz, aber es ist ein guter." 2016 war Zombo.com Outshot beim US-amerikanischen Radiomoderator Jesse Thorn. Randall Munroe behandelt Zombocom in xkcd Nr. 855, worin er die Entstehungsgeschichte und die ersten Stunden der Website mit denen von Facebook aus dem Film The Social Network vergleicht.